# فرزاد کبارفرد
فرزاد کبارفرد (زاده ۱۳۴۳)، دکترای داروسازی، استاد تمام دانشکده داروسازی دانشگاه علوم پزشکی شهید بهشتی تهران، نویسندهٔ کتاب «مبانی و کاربرد کروماتوگرافی مایع-طیف‌سنجی جرمی»، نخستین منبع دانشگاهی دربارهٔ کروماتوگرافی مایع-طیف‌سنجی جرمی (LC-Mass1) به زبان فارسی، عضو هیأت تحریریه فارماکوپه ایران،، قائم مقام مرکز تحقیقات فیتوشیمی، مدیر عامل مؤسسه تحقیقات و توسعه شهر دارو، عضو هیئت مدیره انجمن متخصصین علوم دارویی ایران و از اعضای مجله تحقیقات علوم دارویی ایران می‌باشد.
او همچنین مدیر فنی آزمایشگاه کنترل دوپینگ ایران و مشاور آزمایشگاه‌های کنترل غذا داروی وزارت بهداشت  است.
فرزاد کبارفرد دکتری عمومی داروسازی خود را از دانشگاه علوم پزشکی تهران و تخصص شیمی دارویی را از دانشگاه فیلادلفیا واقع در آمریکا گرفته‌است.

## منبع
1. ↑  «دکتر کبارفرد». بایگانی‌شده از اصلی در ۱۱ ژانویه ۲۰۱۲. دریافت‌شده در ۲۶ ژوئن ۲۰۱۲.
2. ↑  بانک‌های اطلاعاتی نانو در ایران - اطلاعات متخصصان - فرزاد کبارفرد[پیوند مرده]
3. 1 2 3 4  مجله کتاب ماه علوم و فنون - شماره ۱۱۴ - گفت و گویی صمیمانه با دکتر کبارفرد
4. ↑  آدینه بوک: جستجوی پیشرفته - فرزاد کبارفرد[پیوند مرده]
5. ↑  «دکتر کبارفرد». بایگانی‌شده از اصلی در ۱۱ ژانویه ۲۰۱۲. دریافت‌شده در ۲۶ ژوئن ۲۰۱۲.
6. ↑  «IranRd:: مشاهده اطلاعات شرکت - موسسه تحقیقات و توسعه شهردارو». بایگانی‌شده از اصلی در ۳۱ ژانویه ۲۰۱۳. دریافت‌شده در ۲۶ ژوئن ۲۰۱۲.
7. ↑  «نسخه آرشیو شده». بایگانی‌شده از اصلی در ۳۰ سپتامبر ۲۰۱۲. دریافت‌شده در ۲۶ ژوئن ۲۰۱۲.
8. ↑  magiran.com: شناسنامه مجله تحقیقات علوم دارویی ایران